# Paul Friedrich (Mecklenburg)

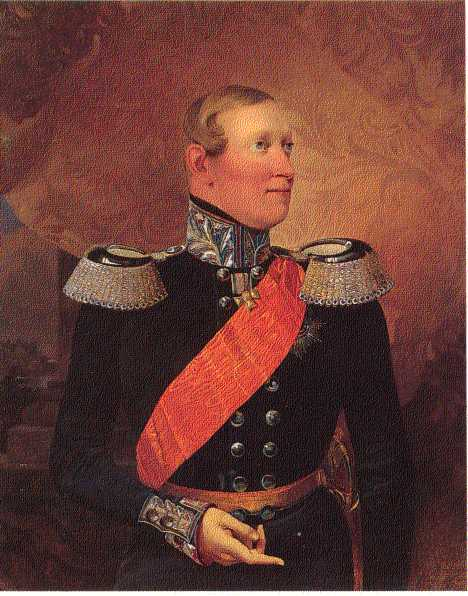
Großherzog Paul Friedrich

Paul Friedrich, Großherzog von Mecklenburg [-Schwerin] (* 15. September 1800 in Ludwigslust; † 7. März 1842 in Schwerin) war Großherzog von Mecklenburg im Landesteil Mecklenburg-Schwerin.

## Herkunft und Leben

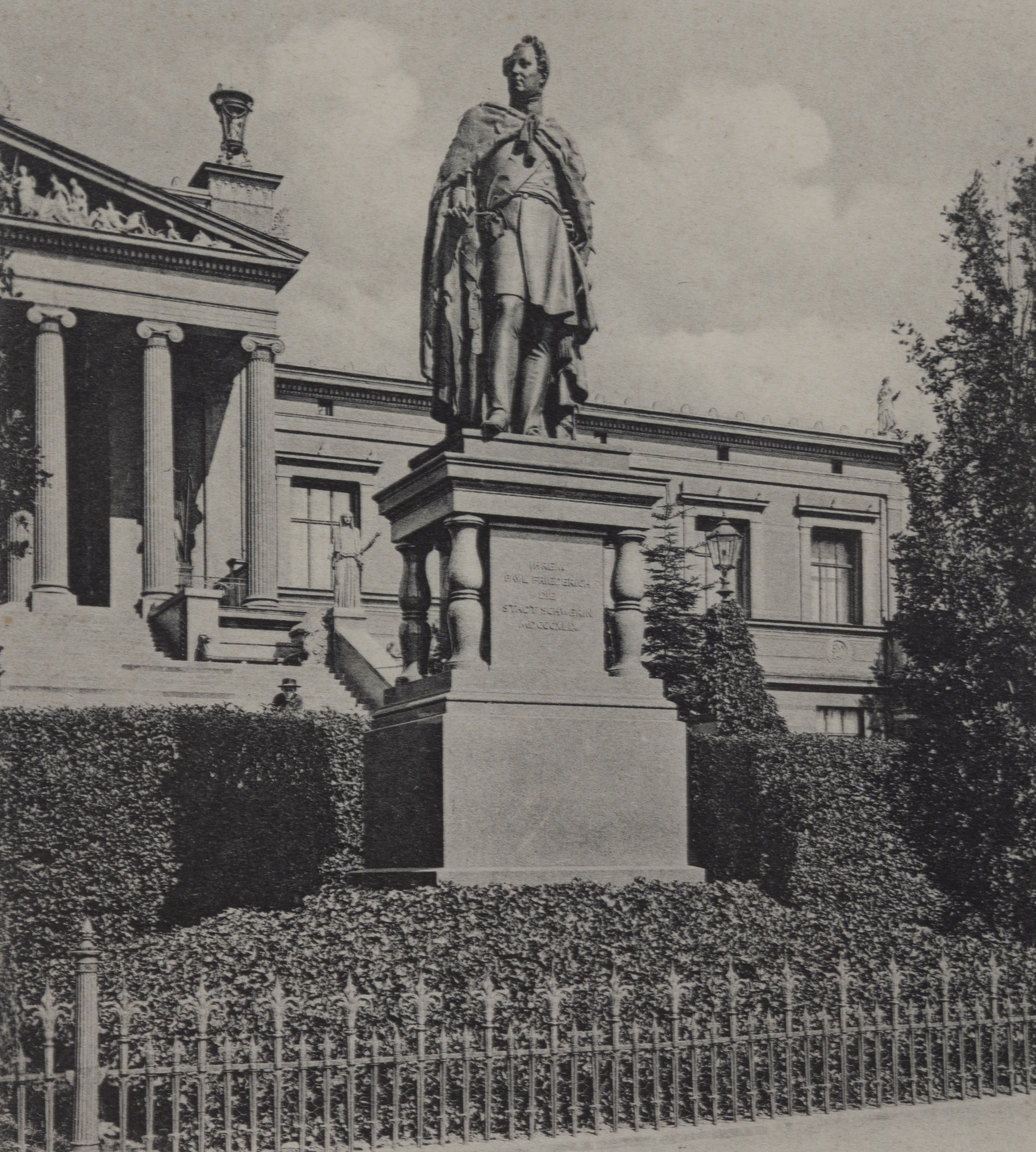
Paul-Friedrich-Denkmal in Schwerin (Bronze: Christian Daniel Rauch, Sockel: Karl Friedrich Schinkel)

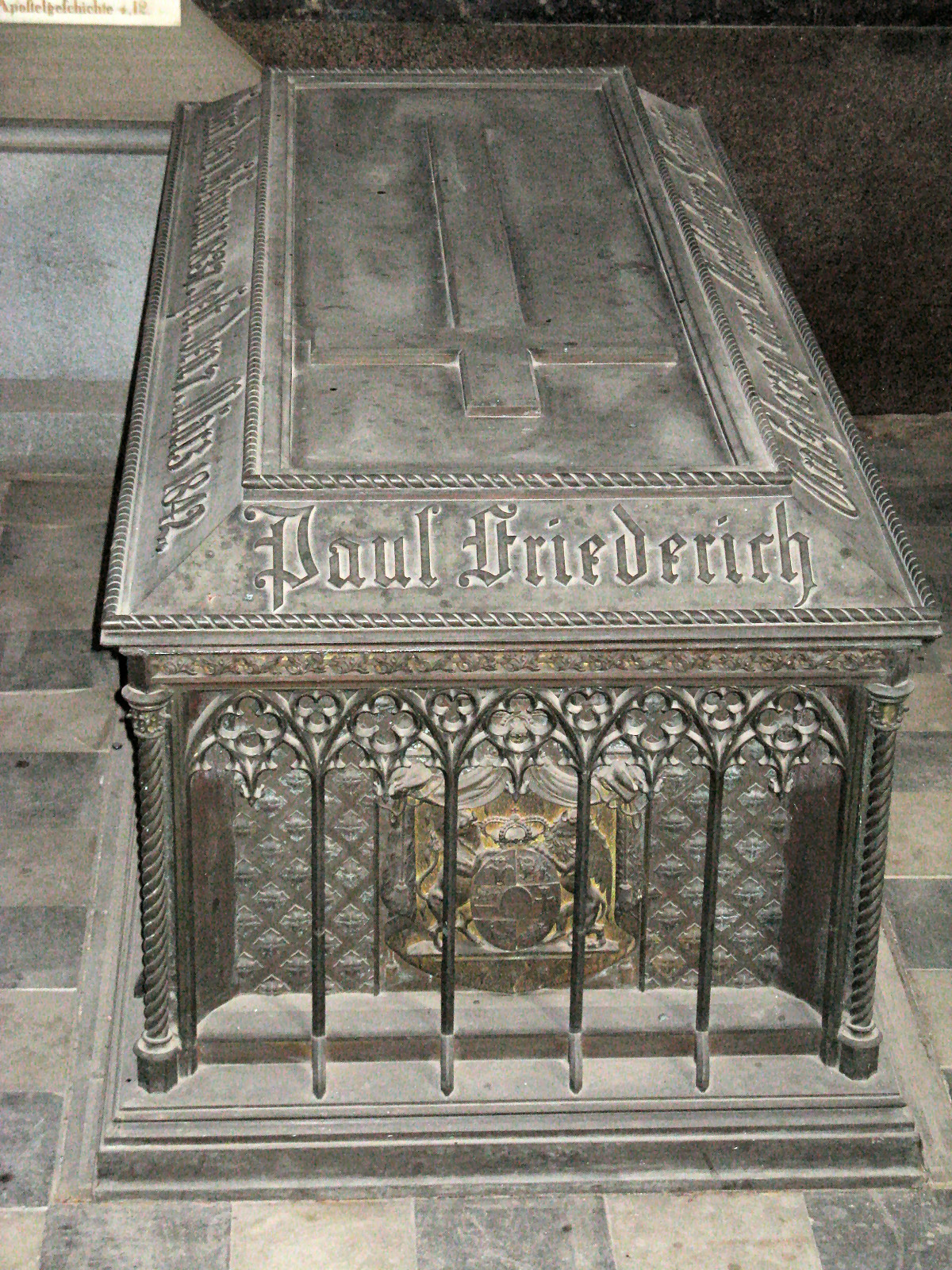
Grab im Schweriner Dom

Er war der älteste Sohn aus erster Ehe des Erbprinzen Friedrich Ludwig und der russischen Großfürstin Helena Pawlowna Romanowa sowie ein Enkel des Großherzogs Friedrich Franz I.
Nach häuslicher Erziehung und Ausbildung studierte Paul Friedrich ab Ende 1814 in Genf Sprachen. Hier wurde er auch konfirmiert. Sein akademisches Studium begann er 1818 in Jena und setzte dieses später in Rostock fort. Der frühe Tod seines Vaters Erbgroßherzog Friedrich Ludwig im Jahr 1819 setzte seinem Studium ein jähes Ende. Paul Friedrich wurde daraufhin Erbe seines Großvaters Friedrich Franz I. und folglich Erbgroßherzog. Nach dem Ableben des Großvaters wurde er 1837 Großherzog von Mecklenburg im Landesteil Schwerin.
Paul Friedrich starb am 7. März 1842 an den Folgen einer nicht auskurierten schweren Erkältung, die er sich am 24. Januar 1842 bei der Bekämpfung des Großbrandes am Schweriner Pfaffenteich zugezogen hatte. 
Großherzog Paul Friedrich von Mecklenburg wurde am 19. März 1842 in der Heiligblutkapelle des Schweriner Doms beigesetzt. 1852 wurde sein bis dahin nur mit einer Samtdecke abgedeckter Sarg in den in Regensburg gefertigten Bronzesarkophag umgebettet.

## Wirken
Paul Friedrich verbesserte das Rechtssystem und die Infrastruktur im Großherzogtum. Er verlegte nach über siebzig Jahren die Residenzstadt von Ludwigslust nach Schwerin und plante hier einen Schlossneubau (das heutige Staatliche Museum Schwerin), da das alte Schloss nicht mehr den repräsentativen Aufgaben entsprach. Nach dem Tode Paul Friedrichs ließ sein Sohn Friedrich Franz II. die Bauarbeiten am Schlossneubau unterbrechen. Er entschied sich später für den Umbau des alten Schlosses.
Großherzog Paul Friedrich galt als Modernisierer des Mecklenburg-Schwerinschen Militärs. Er orientierte sich bei seinen Reformen am Vorbild Preußens. So führte er 1837 das preußische Exerzierreglement von 1812 ein. Der Bau des Schweriner Arsenals und die nach seinem Tode erfolgte Einrichtung der Großherzoglichen Militär-Bildungs-Anstalt waren ebenso das Resultat seiner Reformbemühungen.
Großherzog Paul Friedrich war zudem Begründer und Namensgeber der Paulsstadt und des Paulsdammes in Schwerin.
Auch der umfassende Ausbau des mecklenburgischen Chauseenetzes wurde während seiner Regentschaft fortgeführt. Der Großherzog unterstützte außerdem die Planungen zum Bau von Eisenbahnstrecken in Mecklenburg, deren Baubeginn er aber nicht mehr erlebte.

## Militärische Laufbahn
Paul Friedrich musste bereits als Zehnjähriger in das Mecklenburgische Militär eintreten. Er wurde fortan als Sekondeleutnant des Ludwigsluster Grenadier-Garde-Bataillons geführt. Am 24. April 1822 erhielt der junge Erbgroßherzog seine Ernennung zum Mecklenburg-Schweriner Generalmajor. Nur einen Monat später heiratete er eine Tochter des preußischen Königs Friedrich Wilhelm III. Der preußische König verlieh seinem Schwiegersohn am 1. Oktober 1824 den Rang eines preußischen Generalmajors und ernannte ihn zum Chef des in Frankfurt an der Oder garnisonierten Infanterie-Regiments Nr. 24.
Mit Wirkung vom 31. März 1830 übernahm Paul Friedrich die Aufgabe des Generalinspekteurs des Mecklenburg-Schweriner Militärs. So konnte er sich schon früh einen Überblick über den Zustand des Mecklenburger Militärs verschaffen. Nach dem Tod seines Großvaters Friedrich Franz I. übernahm Großherzog Paul Friedrich die militärische Führung der Mecklenburg-Schwerinschen Truppenverbände. Er ernannte sich zudem selbst am 23. Oktober 1837 zum Chef des Grenadier-Garde-Bataillons. 
Die Beförderung zum preußischen Generalleutnant am 20. März 1838 bildete den Abschluss seiner militärischen Laufbahn.

## Heirat und Nachkommen
Paul Friedrich heiratete am 25. Mai 1822 Alexandrine von Preußen (1803–1892), Tochter von König Friedrich Wilhelm III. und Königin Luise von Preußen.
- Friedrich Franz II. (1823–1883)

⚭ 1849 Auguste Reuß zu Schleiz-Köstritz (1822–1862)
⚭ 1864 Anna von Hessen und bei Rhein (1843–1865)
⚭ 1868 Marie von Schwarzburg-Rudolstadt (1850–1922)
- Luise Marie Helene (1824–1859)

⚭ Hugo Fürst zu Windisch-Graetz (1823–1904)
- Friedrich Wilhelm Nicolas (1827–1879)

⚭ 1865 Alexandrine von Preußen (1842–1906)

## Auszeichnungen
(Quelle: Mecklenburg-Schwerinsches Staatshandbuch 1841)
- Schwarzer Adlerorden
- Guelphen-Orden
- St. Georgs-Orden
- Hubertusorden
- Hausorden vom Weißen Falken (Großkreuz[13])
- Ritterkreuz des Herzoglich Sachsen-Ernestinischen Hausordens
- Johanniterorden

---
- Alexander-Newski-Orden
- Andreas-Orden
- St.-Annen-Orden
- Elefanten-Orden
- Königlich ungarischer Sankt-Stephans-Orden

## Gedenkkultur

### Denkmünze

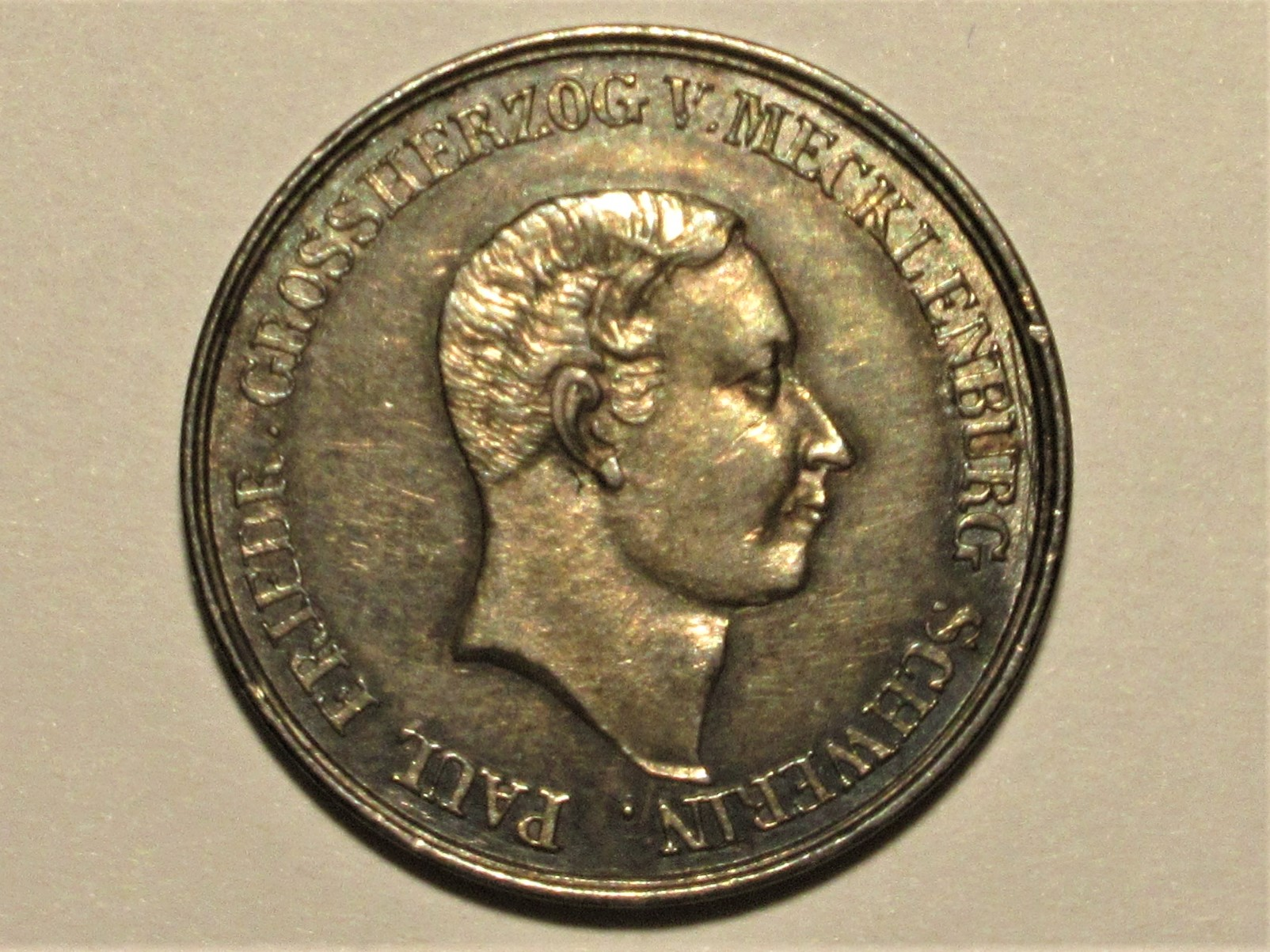
Gedenkmünze in 5 Talergröße auf den Tod Paul Friedrichs

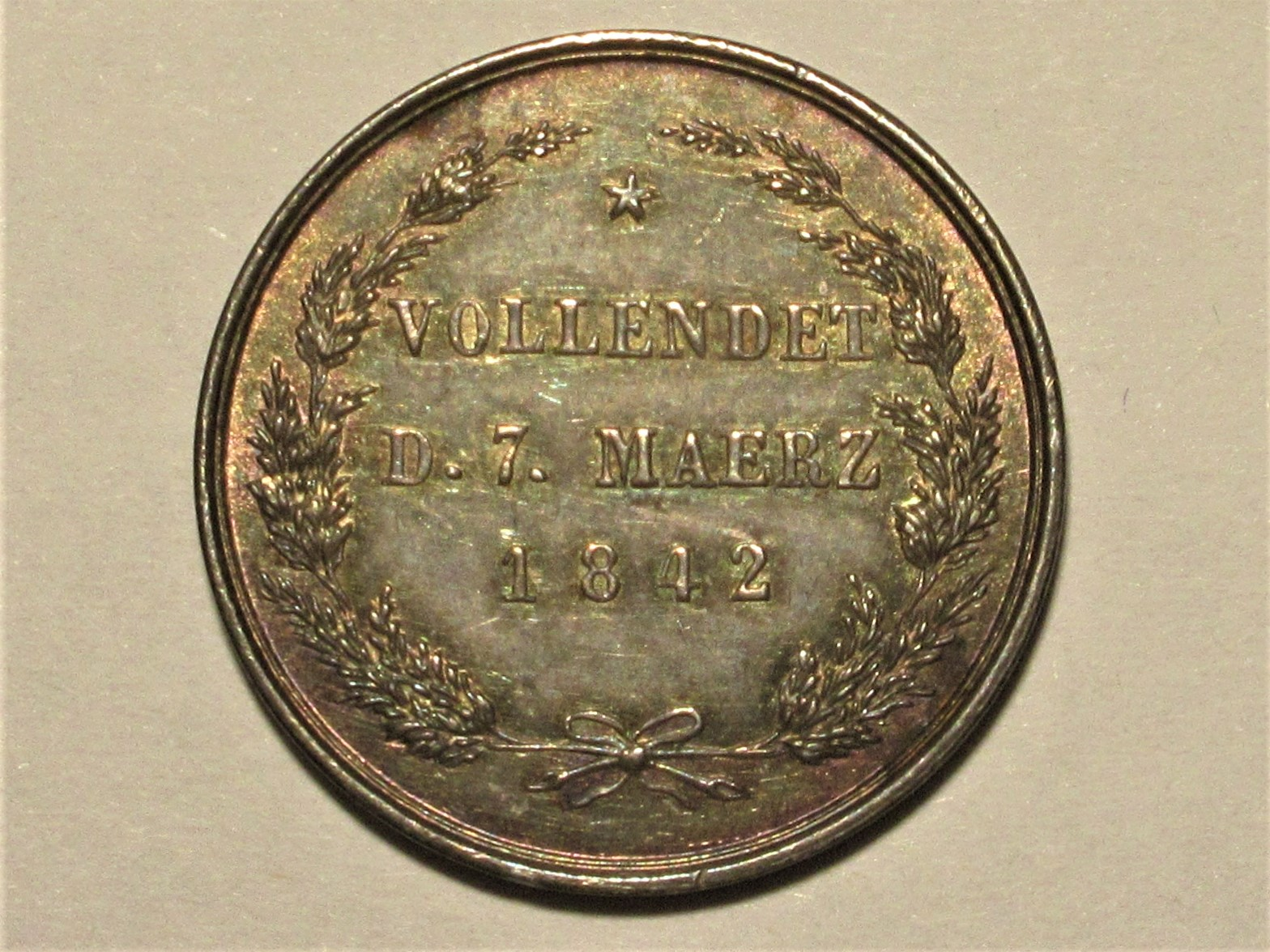
Rückseite mit Todestag

Anlässlich des Todes des Großherzoges wurden 1842 Denkmünzen geprägt. Sie zeigen auf der Vorderseite (Avers) das vom Namenszug eingefasste rechtsseitige Brustbild. Auf der Rückseite (Revers) zeigt sich hingegen der von einem Zypressenkranz eingefasste Schriftzug: ⋆ VOLLENDET  D. 7. MAERZ 1842.

### Paul-Friedrich-Denkmal
Am 23. Februar 1849 wurde in Schwerin das Paul-Friedrich-Denkmal des Bildhauers Christian Daniel Rauch enthüllt.
Erste Arbeiten begannen bereits 1846. So wurde im August der mecklenburgische Granit für den Sockel angeliefert und der Künstler fertigte ein erstes Tonmodell. Der Guss der Statue im Juli 1848, in der Einsiedelschen Gießerei in Lauchhammer, bildete den Höhepunkt der Arbeiten. Nachdem auch der Granitsockel fertiggestellt war, konnte am 23. Februar 1849 die feierliche Einweihung auf dem Alten Garten vollzogen werden.
Das Standbild zeigt den idealisierten Großherzog in militärischer Bekleidung. Den dreigliedrigen Granitsockel ließen die Stifter mit der schlichten Inschrift „Ihrem Paul Friederich die Stadt Schwerin MDCCCXLIX“ versehen.
1935 musste das Denkmal weichen, da die Nationalsozialisten den Alten Garten für ihre inszenierten Aufmärsche benötigten. Das Standbild wurde daraufhin an den Burgseeflügel des Schweriner Schlosses versetzt.
2011 wurde die 3,42 Meter hohe Bronzefigur umfassend restauriert und an den alten Standort zurück versetzt.